# Lannion

Lannion (Bretonă: Lannuon) este un oraș în nord-vestul Franței, sub-prefectură a departamentului Côtes-d'Armor în regiunea Bretania, prefectura fiind la Saint Brieuc.
Comunitatea actuală s-a format în 1961, prin fuziunea comunelor Brélévenez, Buhulien, Loguivy-lès-Lannion și Servel. 

## Geografie
Lannion este un oraș dezvoltat pe malul râului Léguer iar proximitatea vărsării lui în Marea Mânecii face ca nivelul râului în centrul orașului să varieze cu mai mulți metri, în funcție de flux și reflux, inundând uneori parcarea din centrul orașului.
Comunele limitrofe sunt Ploubezre, Tonquédec, Pleumeur-Bodou, Perros-Guirec, Saint-Quay Perros, Trébeurden, Trégastel, Ploulec'h, Rospez, Caouënnec-Lanvézéac.

## Transport
Orașul Lannion este deservit de o rută cu patru benzi, (bretonii nefiind de acord cu construcția de autostrăzi cu plată în regiunea lor), conectându-l  cu  Guingamp, care se află pe ruta RN 12 ce leagă Paris de Brest. El dispune de asemenea de:
- un aeroport, la 3km de centru, care a avut un trafic mediu anual de 30.000 de pasageri pe an, înainte de închiderea traseului Lannion - Paris în 2018[3]

- o stație TGV din iulie 2000, (după electrificarea liniei dintre Plouaret și Lannion, Plouaret situându-se pe linia TGV Paris-Rennes-Guingamp-Brest). Stația din Lannion este deservită zilnic de către TER Bretagne.

- Transportul în comun al orașului cât și legăturile sale cu comunitățile învecinate sunt asigurate de TILT (Transports intercommunaux Lannion-Trégor)

## Educație
La 23 octombrie 2006 a fost votată de către Consiliul Municipal Carta limbii bretone Ya d'ar Brezhoneg și aplicată prin înființarea de săli de clasă bilingve și școli Diwan, care fac parte dintr-o rețea franceză de școli asociative libere și seculare cu predare în limba bretonă. 
Lannion dispune de multe instalații sportive, cum ar fi stadionul de apă curgătoare pentru canoe-caiac slalom, edificat în 1992 printr-un baraj care permite ca apa adusă de valul în amonte al fluxului să fie păstrată și eliberată printr-o rută artificială în aval.
Orașul dispune de piscina Ti Dour și de o sală pentru handibaschet (baschet în fotoliu). 
Lannion a fost recunoscut în iunie 2014 ca fiind "cel mai sportiv oraș din Franța" la categoria orașelor cu mai puțin de 20.000 de locuitori. Provocarea este organizată anual de l'Équipe, ziarul dedicat sportului.
A participat de-a lungul mai multor ani la concursul Orașe înflorite și a fost recompensat în 2018 cu "patru flori."

## Economie
La începutul anilor 1960, Lannion a fost ales să găzduiască Centrul național pentru studii în telecomunicații (CNET). Un an mai târziu, Pierre Marzin, breton de origine și director la CNET decide construcția unui RADÔME (radar-dom) la Pleumeur-Bodou,  care va permite pe 11 iulie 1962 prima transmisie televizată între Statele Unite și Europa (mondovision) via satelitului TELSTAR. 
Dezvoltarea CNET-ului, transformat apoi în France Télécom R&D și recent în Orange Labs, a jucat un rol esențial în dezvoltarea industrială a orașului Lannion. A urmat rapid instalarea altor companii high-tech cum ar fi ALCATEL în 1978, (devenită ALCATEL-LUCENT în 2006, lăsând locul în 2016 firmei NOKIA) și altele, aflate majoritatea în zona industrială PEGASE.
Acest aflux de companii a fost, de asemenea, propice pentru instalarea în 1986 a  Institutului universitar de tehnologie IUT din Lannion, și a Școlii naționale de științe aplicate și tehnologie ENSSAT. Lannion cuprinde acum o parte semnificativă a activităților de cercetare în domeniul telecomunicațiilor din Franța, în cadrul proiectului Technopole-Anticipa.
Lannion este de asemenea localitatea terminus pentru cablul submarin american APOLLO undersea south cable. 
Cablul submarin WASACE Nord care leagă Franța de Statele Unite, comandat în 2014 pleacă de asemenea de la Lannion.
Orașul are și o antenă a camerei de comerț și industrie din departamentul Côtes d'Armor.  
Fiind situat la jumătatea distanței dintre Brest și Rennes, aceste două poluri economice ale Bretaniei sunt puternic legate de Lannion pentru dezvoltarea tehnologiilor.

## Patrimoniu[7]
- Biserica St. Jean du Baly, cu turnul său din 1519 și seiful navelor sale restaurate în 2003

- Biserica din Brelevenez cu scara sa de 142 de trepte care duce spre cartierul vechi al orașului.

- Bisericile St. Margaret din Buhulien, St. Ivy din Loguivy-lès-Lannion, St. Pierre din Servel.

- Biserica St. Roch pusă la dispoziția cultului ortodox

- Așezământul bisericesc Augustine, secolul al XVIII-lea.

- Așezământul bisericesc Ursulines, secolul al XVIII-lea.

- Mănăstirea Sainte-Anne transformată parțial la sfârșitul anului 2006 într-o bibliotecă media

- Case pe osatură din lemn (Maisons à colombages)